# Хадсон Остин
Хадсон Остин (енгл. Hudson Austin; 26. април 1938 — 24. септембар 2022) био је генерал Народне револуционарне армије Гренаде, познат по томе што је након убиства премијера Мориса Бишопа 1983. године формирао краткотрајну војну владу свргнуту америчком војном интервенцијом.

## Биографија
Остин је почетком 1970-их постао члан Бишопове марксистичке странке Покрет Њу Џул (НЈМ) те је након војне обуке у Гвајани и Тринидаду формирао њено војно крило. Те су формације 13. марта 1979. преузеле надзор над Гренадом, свргнуле премијера Ерика Гејрија те тако омогућиле Бишопу и НЈМ да дођу на власт и заведу једнопартијски систем. Гренада је добила нове оружане снаге у облику Народне револуционарне армије (ПРА) на чије је чело стао Остин.
Када је почетком октобра 1983. Бишоп дошао у сукоб са својим замеником Бернардом Кордом, Остин је стао на Кордову страну. Дана 19. октобра, Остинове трупе су разбиле демонстранте који су били ослободили Бишопа и његове сараднике из кућног притвора, а након чега су Бишоп и сарадници стрељани. Исти је дан Остин свргнуо Корда, прогласивши ново Револуционарни војни савет Гренаде, на чијем је челу био он сам. Остин је наредио полицијски час широм острва. Његова је власт, међутим, трајала само шест дана. Амерички председник Роналд Реган је искористио ескалацију насиља на острву као повод за војну интервенцију приликом које је марксистички режим свргнут. Том приликом је сам Остин био заробљен.
Нова гренадска влада је покренула судски поступак против пучиста оптужених за Бишопово убиство. На процесу, познатом као Гренадских 17, Хадсон је осуђен на смрт, али му је казна касније преиначена у доживотни затвор. Остин приликом издржавања казне, за разлику од других брањеника, никада није настојао отклонити своју одговорност за Бишопову смрт. Дана 18. децембра 2008. године је пуштен из затвора.